# Genöverföring
Genöverföring eller horisontell genöverföring innebär att föra över gener mellan organismer, och är en form av genmodifiering. Metoden fungerar på grund av det faktum att DNA är universellt - alla levande organismer har samma kvävebaser för att koda för proteiner. Kända exempel på genöverföring är när tomater gjordes mer tåliga mot kyla med hjälp av arktiska fiskar och Bt-majs som behandlats för att producera gifter för att döda de skalbaggar som attackerar dem. Namnet kommer från bakterien Bacillus thuringiensis som används som gift.
Horisontell genöverföring är ett samlingsnamn och kan per definition ske på en rad olika sätt, transduktion, konjugation, transformation och endosymbiotisk genöverföring. Transduktion är överföringen av DNA från en organism genom fager som infekterar en annan cell och därmed för med sig DNA och integrerar det i den nya cellens genom. Konjugation är processen där två celler genom direkt fysisk kontakt för över genetiskt material över cellmembranet och transformation sker när fritt DNA från en död lyserad cell, tas upp av en annan cell.